# Hoya del Gamonal
Hoya del Gamonal este o arie protejată (arie specială de conservare — SAC, sit de importanță comunitară — SCI) din Spania întinsă pe o suprafață de 627,3 ha, integral pe uscat.

## Localizare
Centrul sitului Hoya del Gamonal este situat la coordonatele 27°58′25″N 15°33′52″W / 27.9736°N 15.5645°V.

## Înființare
Situl Hoya del Gamonal a fost declarat sit de importanță comunitară în octombrie 1999 pentru a proteja 2 specii de plante. Situl a fost protejat și ca arie specială de conservare în ianuarie 2010.

## Biodiversitate
Situată în ecoregiunea , aria protejată conține 2 habitate naturale: Pante stâncoase silicioase cu vegetație casmofită, Păduri de pin endemic canariene.
La baza desemnării sitului se află mai multe specii protejate de  plante (2): Isoplexis isabelliana, Pericallis hadrosoma.